# Basil Moore
Basil Moore (Toronto, 6 giugno 1933 – Stellenbosch, 8 marzo 2018) è stato un economista canadese autore dell'orizzontalismo.

## Biografia
Canadese di nascita, si trasferisce in USA e da lì la sua carriera accademica si svolge alla Wesleyan University di Middletown, nel Connecticut, presso la quale è Professore Emerito. Durante tutta la sua attività cattedratica statunitense mantiene altresì una costante collaborazione con l'Università di Stellenbosch, in Sudafrica, ove ricopre la carica di professore straordinario di economia.

## Il pensiero economico
Basil Moore è noto per avere elaborato l'orizzontalismo, di cui è considerato uno dei fondatori e il massimo esponente e fautore. Tra i principali concetti economici sviluppati da Moore vi è quello dell'endogeneità della moneta, secondo cui la moneta è eminentemente un prodotto dell'attività creditizia. Ne consegue che, nel pensiero economico di Moore, è costantemente enfatizzato il ruolo della creazione di moneta sotto forma di credito da parte delle banche alle imprese.

## Principali opere
- Horizontalists and Verticalists: The Macroeconomics of Credit Money, 1988, ISBN 978-0-521-35079-2
- The Endogeneity of Money: A Comment, Scottish Journal of Political Economy, Scottish Economic Society, vol. 35(3), pages 291-94, August, 1988.
- Inflation and financial deepening, Journal of Development Economics, Elsevier, vol. 20(1), pages 125-133, 1986.
- Equities, Capital Gains, and the Role of Finance in Accumulation, American Economic Review, American Economic Association, vol. 65(5), pages 872-86, December, 1975.
- The Pasinetti Paradox Revisited, Review of Economic Studies, Wiley Blackwell, vol. 41(2), pages 297-99, April, 1974.
- Some Macroeconomic Consequences of Corporate Equities, Canadian Journal of Economics, Canadian Economics Association, vol. 6(4), pages 529-44, November, 1973.
- Optimal Monetary Policy, Economic Journal, Royal Economic Society, vol. 82(325), pages 116-39, March, 1972.
- Asset Management and Monetary Policy: Discussion, Journal of Finance, American Finance Association, vol. 24(2), pages 242-44, May, 1969.